# 金秀学
金 秀学（キム・スハク、朝鮮語: 김수학/金秀學、1896年5月21日 - 1967年）は、大韓民国の官僚、政治家、銀行家。第2代商工部次官、第2代韓国国会議員。
本貫は清道金氏、字は亨魯（ヒョンノ、형로）、号は蘿谷（ナゴク、나곡）。

## 経歴
全羅北道高敞郡出身。京都帝国大学（現・京都大学）経済学部卒。湖南銀行木浦支部長、1948年10月4日から1949年9月15日までは第2代商工部次官を務め、他には朝鮮銀行重役、商工銀行理事、韓国興業銀行理事、大韓無尽金融株式会社社長などを務めた。1950年の第2代総選挙で高敞郡選挙区から無所属で出馬し当選し、国会財政経済分科委員長を務めた。その後は民主国民党の中堅となったが、釜山政治波動の後に離党し自由党に参加した。